# Plymouth (Nebraska)
Plymouth – wieś w Stanach Zjednoczonych, w stanie Nebraska, w hrabstwie Jefferson.